# Alien Trilogy
Alien Trilogy [ˈeɪljən ˈtrɪlədʒɪ] ist ein Ego-Shooter, der auf den ersten drei Teilen der Alien-Filmreihe basiert.
Das Spiel erschien 1996 im Vertrieb von Acclaim Entertainment für Sony PlayStation, Sega Saturn und etwas später auch für DOS-PCs.

## Handlung
Der Spieler übernimmt die Rolle von Lieutenant Ellen Ripley und kämpft sich mit Waffen wie z. B. Maschinengewehr, Schrotflinte und Flammenwerfer durch die verschiedenen Spielabschnitte, begleitet von gelegentlichen Zwischensequenzen und Spielanweisungen. Das Spiel hält sich nur sehr lose an die drei Filmvorlagen. Beim Showdown gibt es ein Aufeinandertreffen mit der Alien-Königin.

## Rezeption
Das Spieldesign sei überzeugend. Auf der PlayStation sei Alien Trilogy grafisch beeindrucken schöne Lichteffekte, fließendes Scrolling sowie sehr detaillierte, stimmungsvolle und abwechslungsreiche Texturen. Das Leveldesign zeuge von viel Liebe zum Detail und interessanter Architektur. Die Auflösung hingegen sei kritisch, wenn Objekte sehr pixelig werden. Bei der Geräuschkulisse fehle ein beklemmendes Flair der Alien-Spiele. Die strenge Beachtung der Filmvorlagen sei eine große Freude für Fans, bringe spielerisch aber auch viele Nachteile mit sich: wenige unterschiedliche Gegner und Waffen, kaum Extras sorgen für zu wenig Abwechslung. Auf dem PC sei es Quake und Duke Nukem 3D technisch unterlegen. Der Mehrspielermodus sei enttäuschend. Die Musikuntermalung zähle zu den besten im Genre.